# 天主教聖伊西德羅教區
天主教聖伊西德羅教區（拉丁語：Dioecesis Sancti Isidori in Argentina）是阿根廷一個羅馬天主教教區，屬布宜諾斯艾利斯總教區。
教區成立於1957年2月11日，包括布宜諾斯艾利斯西北郊四縣，座堂位於聖伊西德羅。2010年有教友1,091,000人（佔轄區總人口95.3%）、六十六個堂區、145名司鐸。現任教區主教為奧斯卡·味噌爵·奧赫亞·金塔納。